# 柳田孝義
柳田 孝義（やなぎだ たかよし、1948年3月27日 - ）は、日本の作曲家。

## 経歴
1948年北海道札幌市生まれ。北海道札幌北高等学校を経て、武蔵野音楽大学・同大学院で作曲をクラウス・プリングスハイムに師事。ミュンヘン音楽大学で作曲をハラルド・ゲンツマーに学ぶ。
1969年、第38回日本音楽コンクール作曲部門第1位作曲賞を受賞。オーケストラ・プロジェクトのメンバーとして第52回・第54回の2回文化庁芸術祭優秀賞を受賞。2006年、吹奏楽曲「西風の肖像」で第1回フランク・ティケリ国際作曲コンテスト（The First Frank Ticheli Composition Contest、ニューヨーク）第3位入賞（カテゴリー2）。同作品はNorth Texas Wind Orchestra によって演奏されMark Mastersのレーベルでリリースされている。
2005年、オーケストラ作品集第一巻がノース・パシフィック・ミュージック（North Pacific Music, オレゴン州ポートランド）から出版され、2009年、2015年にはコジマ録音（ALM Records）からオーケストラ作品集と室内楽を含めた作品集が出版されている。
また、著書には「名曲で学ぶ対位法　書法から作編曲まで」「名曲で学ぶ和声法」「名曲で学ぶ楽式と分析」（いずれも音楽之友社刊）がある。
現在、文教大学名誉教授、日本音楽著作権協会正会員、日本現代音楽協会正会員、日本作曲家協議会正会員、日ロ音楽家協会会員、日本電子キーボード音楽学会代表幹事を務めている。

## 主な作品

### 管弦楽作品
- クラリネットとオーケストラのための「歳時記抄」(ALCD-79）
- オーケストラのための「時の記憶」(28CM-599) （NPMLD023）
- フルートとオーケストラのための「夢幻草紙」(NPMLD023)
- 二十絃箏とオーケストラのための「みやびうた雅歌」（NPMLD023）
- ピアノとオーケストラのための「楡の木々は光を浴びて」（NPMLD023）
- ピアノ協奏曲第二番「夢の変容」(ALCD-79)
- ヴァイオリン協奏曲「リディアの肖像」(ALCD-79)
- フルートと弦楽オーケストラのための「オーバード（朝の歌）」
- ヴィオラ協奏曲「ハルモニアの祈り」[1]( ALCD-111)
- オーロラの彼方から・・・　英詩朗読を伴うオーケストラのための(ALCD-111)

### 吹奏楽作品
- 「協奏的タブロー」(KOCD4502)(CAFUA)
- 「西風の肖像」(BOCD7458)
- ピアノ協奏曲第3番「エールヴァリエ」（CACG-0105）
- 「サウンドレリーフ」
- 「虹の回廊」(BMS出版)
- 「ブリージングフィールド」

### 室内楽・器楽作品
- 「ネレウス」ヴァイオリンのための　（JFC）
- 「流れのほとりにて」　ピアノのための　（JFC）
- 「鏡」2つのフルートのための（JFC）
- 「ヴァリュラン」クラリネットと弦楽四重奏のための（JFC）
- 「黄昏に見たものは」フルート、ヴァイオリン、ピアノのための（JFC）
- 「マドリガーレ」2つのクラリネットのための（JFC）
- 「乗彼白雲」独奏尺八のための　(NPM-LD001)
- 「風の回廊」サクソフォーン四重奏のための（CAFUA CEM-032）
- 「ブリーシングダイアリ」金管五重奏のための（CAFUA CEM-034）
- 「エオリアの妖精」フルート三重奏のための（CAFUA CEM-033）
- 「リディアの夢」クラリネット四重奏のための（CAFUA　CEM-035）
- 「秋のエオリア」フルート四重奏のための（CAFUA）
- 「笛の森」フルートとピアノのための　(BMS)
- 木管五重奏のための五つの回廊(ALCD-111)(CAFUA CEM-028)
- ヴァリュラン　クラリネットと弦楽四重奏のための(ALCD-111)

### 合唱作品
- 混声合唱組曲「北の河」（カワイ出版）
- 混声合唱組曲「若い冬」（カワイ出版）
- 混声合唱組曲「星の仔馬」（カワイ出版）
- 混声合唱組曲「渚にて」（音楽之友社）
- 女声合唱とピアノのための「花の道」（音楽之友社）

### 著書
- 名曲で学ぶ対位法（音楽之友社）ISBN 978-4-276-10542-3
- 名曲で学ぶ和声法（音楽之友社）ISBN 978-4-276-10242-2
- 名曲で学ぶ楽式と分析（音楽之友社）ISBN 978-4-276-10406-8

### 放送音楽
- ラジオ英会話（NHKラジオ第2放送）
- 遠山顕の英会話楽習（NHKラジオ第2放送）